# Tadeusz Nowiński
Tadeusz Nowiński (ur. 12 października?/25 października 1900 w Kijowie, zm. ?) – major kawalerii Wojska Polskiego, oficer Oddziału II Sztabu Głównego.

## Życiorys
Urodził się 25 października 1900 w Kijowie, był synem Cezarego i Józefy, z domu Dolińskiej.
W 1918 ukończył gimnazjum filologiczne D.P. Naumienki w Kijowie. Po zakończeniu I wojny światowej i odzyskaniu przez Polskę niepodległości służył od grudnia 1918 jako ochotnik w 3 szwadronie 5 pułku ułanów, początkowo w stopniu ułana, od maja 1919 starszego ułana, od sierpnia 1919 kaprala. W październiku 1919 został mianowany zastępcą dowódcy plutonu. W lutym 1920 został skierowany do warszawskiej Szkoły Podchorążych Piechoty i ukończył ją z 4. lokatą. 1 lipca 1920 powrócił na front. Walczył z macierzystym pułkiem w wojnie polsko-bolszewickiej jako dowódca plutonu, za co otrzymał Order Virtuti Militari.
Po zakończeniu działań wojennych pozostał oficerem 5 pułku ułanów, 1 stycznia 1921 został mianowany podporucznikiem. 15 lutego 1922 został awansowany na stopień porucznika kawalerii ze starszeństwem z dniem 1 listopada 1921. Od stycznia 1927 do jesieni 1930 był oddelegowany do Wojskowej Misji Francuskiej w Warszawie, najpierw jako tłumacz, a od września 1928 jako oficer łącznikowy Sztabu Generalnego. Z polecenia Wojskowego Biura Historycznego opracował publikację pt. Zarys historii wojennej 5-go Pułku Ułanów Zasławskich, wydaną w 1929 w serii Zarys historii wojennej pułków polskich 1918–1920. Został awansowany na stopień rotmistrza kawalerii ze starszeństwem z dniem 1 stycznia 1929.
Jesienią 1930 powrócił do macierzystego pułku, dowodził w nim 3 szwadronem, od marca do września 1933 był zastępcą oficera mobilizacyjnego. Następnie został przeniesiony do Oddziału II Sztabu Głównego, pełnił w nim funkcję referenta do spraw rosyjskich Wydziału IIb Kontrwywiadowczego, a od sierpnia 1935 był referentem Referatu „Wschód” Wydziału IIa Wywiadowczego. Od stycznia 1936 do stycznia 1939 był kierownikiem placówki wywiadu działającej przy Konsulacie RP w Leningradzie, używał wówczas nazwiska „Zygmunt Antonowicz”. 19 marca 1937 został awansowany do stopnia majora kawalerii. Po powrocie do Polski został kierownikiem Samodzielnego Referatu „Wschód”, następnie krótko pracował w Samodzielnym referacie „Zachód”. 
Po wybuchu II wojny światowej został skierowany przez przełożonych do Francji z poleceniem utworzenia w przy Ambasadzie RP w Paryżu ekspozytury Oddziału II. Początkowo został kierownikiem Samodzielnego Referatu „Zachód” od października do grudnia 1939 był p.o. szefa Wydziału Wywiadowczego Ministerstwa Spraw Wojskowych, od stycznia do marca 1940 kierował Referatem "Zachód" Wydziału Wywiadowczego (wywiad na Niemcy). Został usunięty ze stanowiska w związku z uznanymi za gołosłowne zarzutami o działalność na rzecz Niemiec i defraudację pieniędzy skierowanym przeciwko Janowi Żychoniowi.
Od marca do czerwca 1940 służył jako referent wywiadowczy, a następnie szef Oddziału II (informacyjno-wywiadowczego) w Samodzielnej Brygadzie Strzelców Podhalańskich, uczestniczył w walkach w Norwegii i Francji.
W czerwcu 1940 został zastępcą dowódcy 7 kompanii w Batalionie Strzelców Podhalańskich 7 Brygady Kadrowej Strzelców. Od 1 marca 1941 do maja 1942 był zastępcą płk dypl. Stefana Mayera, komendanta "Oficerskiego Kursu Doskonalącego Administracji Wojskowej", który był zakamuflowaną polską szkołą oficerów wywiadu. Szkoła zlokalizowana była początkowo w Londynie, w tajnym lokalu przy Kensington Park Road W.11, w dzielnicy Bayswater w Londynie, a następnie w Glasgow. Przeszkolono w niej ok. 200 oficerów, w tym cichociemnych ze specjalnością w wywiadzie. Od czerwca 1942 służył w 2 oficerskim baonie szkolnym, następnie w zapasowym baonie Centrum Szkolenia Piechoty. Odsunięcie go od pionu wywiadu było związane z podtrzymywaniem zarzutów przeciwko Janowi Żychoniowi, który pełnił wówczas funkcję szefa Referatu Zachód Oddziału II Sztabu Głównego. Za formułowanie tych oskarżeń został w 1943 skazany przez Wojskowy Sąd Morski na karę 3 tygodni twierdzy (karę 2 tygodni twierdzy otrzymał skazany za te same czyny Jerzy Niezbrzycki).
W latach 1944–1946 służył w Centrum Wyszkolenia Piechoty, najpierw w baonie zapasowym w Edynburgu, od marca 1945 przebywał z polecenia przełożonych w Londynie, od marca 1946 służył w oddziale zapasowym 5 kompanii administracyjnej, w grudniu 1946 został zdemobilizowany.
W styczniu 1947 powrócił do Polski, krótko służył w Oddziale II Sztabu Generalnego LWP, następnie został przeniesiony w stan spoczynku. W 1949 został aresztowany, zeznawał jako świadek w procesie Adama Doboszyńskiego. W 1953 został skazany na karę 10 lat pozbawienia wolności, wypuszczono go w 1955, zrehabilitowano w 1957. Następnie współpracował z Wojskowym Instytutem Historycznym, w Tygodniku Ilustrowanym opublikował cykl artykułów Ze wspomnień oficera wywiadu.

## Ordery i odznaczenia
- Krzyż Srebrny Orderu Virtuti Militari (przed 1923)
- Krzyż Walecznych (trzykrotnie[2], w tym przed 1923 oraz za kampanię norweską[2])
- Srebrny Krzyż Zasługi (19 marca 1931)[9]
- Medal Pamiątkowy za Wojnę 1918–1921[2]
- Medal Dziesięciolecia Odzyskanej Niepodległości[2]
- Krzyż Oficerski Orderu Oranje-Nassau (Holandia, przed 1935)[10]
- Krzyż Kawalerski Orderu Legii Honorowej (Francja)[2]
- Krzyż Wojenny (Francja)[2].
- Medal Wojny 1939–1945 (Wielka Brytania)[2]